# Biberkäfer
Der Biberkäfer (Platypsyllus castoris) ist ein Käfer aus der Unterfamilie der Pelzflohkäfer (Platypsyllinae), der im Fell von Bibern lebt.

## Merkmale
Der knapp 3 Millimeter lange Käfer ist dorsoventral stark abgeflacht und gelblich gefärbt. Der Kopf hat zum Thorax hin, dem er breit aufsitzt, kammartige Zinken. Unter den verkürzten, nicht verwachsenen Elytren befinden sich keine häutigen Flügel. An den hinteren Ecken der Vorderbrust und den Sternalfortsätzen befinden sich lange Fransenhaare. Wie bei allen Pelzflohkäfern sind keine Augen vorhanden. Das 3. bis 11. Glied der Antennen ist kugelartig verkürzt, sie werden vom 2. Antennenglied umhüllt, das besonders vergrößert und schöpfkellenartig geformt ist.

## Ernährung
Der Biberkäfer und seine Larven leben von Hautschuppen des Wirtes, möglicherweise auch von Hautabsonderungen und von Wundflüssigkeit. Während die kauend beißenden Mundwerkzeuge der Imago (Maxillen zum Auffegen, Mandibeln zum Zermahlen der Hautschuppen) nicht zum Verletzen der Haut geeignet sind, können die Larven mit ihren deutlich schärferen Mandibeln bei stärkerem Befall dem Wirt möglicherweise oberflächliche Schürfwunden beibringen, womit ein Übergang zum Ektoparasitismus gegeben wäre.

## Lebenszyklus
Larven und Imagines leben im Fell des Wirtes, während sich die Eier im Erdreich des Biberbaues und die Puppen in dessen Dach entwickeln. Die Paarung der Weibchen und Männchen findet am Wirt statt. Zur Eiablage verlassen die Weibchen den Wirt, legen ihre Eier im Erdreich des Biberbaus ab und kehren zum Wirt zurück. Die Larven suchen nach dem Schlüpfen ebenfalls den Wirt auf, in dessen Fell sie drei Stadien durchlaufen. Zur Verpuppung klettert die Larve ins Dach des Biberbaues, von wo die metamorphosierten Käfer erneut zum Biber zurückkehren.

## Verbreitung, Entdeckung und Nachweis
Platypsyllus castoris ist in der Holarktis im gesamten Verbreitungsgebiet der beiden Castor-Arten, des Europäischen und des Kanadischen Bibers, zu finden.
Da der Mensch den Biber jahrhundertelang intensiv genutzt hat (Biber-Jagd zur Gewinnung von  Fell, Bibergeil und der Fastenspeise  Biberfleisch), ist es erstaunlich, dass man den Biberkäfer als eigene hochspezialisierte Tierart erst sehr spät entdeckte: 1869 im Rotterdamer Zoo an nordamerikanischen Bibern. 1883 wurden Biberkäfer erstmals an frei lebenden Bibern nachgewiesen (in der Camargue), 1888 dann in Nordamerika (Nebraska) und 1894 schließlich auch in Deutschland (Elbebiber im Raum Dessau). Die Tierart blieb so lange unerkannt, weil erst im 19. Jahrhundert das Interesse an Insekten deutlich aufblühte. Zu dieser Zeit war der Biber aber durch seine rabiate Bejagung in der Natur schon rar geworden.
Durch die Wiederansiedlung und den Schutz von Bibern in vielen Regionen wird vermutlich auch die Population von Biberkäfern ansteigen. Deren Nachweis ist ohne die Biber-Jagd allerdings aufwändig: Stirbt ein Biber in der Natur und ist der Kadaver erkaltet, so verlassen ihn die Biberkäfer sehr schnell. Ein aussagekräftiger quantitativer Nachweis von lebenden Biberkäfern an Biber-Kadavern ist daher kaum möglich. Zur Bestimmung der Biberkäfer-Häufigkeit müsste man heute geschützte Biber temporär einfangen und ihre Felle am lebenden Tier sorgfältig ausbürsten. Über die aktuelle Population von Biberkäfern ist daher wenig bekannt.